# Markula
Markula nebo Merkula (abchazsky Маркәыла, gruzínsky მერკულა – Merkula) je vesnice v Abcházii v okrese Očamčyra na pobřeží Černého moře. Leží přibližně 5 km severně od okresního města Očamčyra. Obec sousedí na západě s Araduem, který odděluje řeka Mokva, na severu s Mykuvou, na východě s Baslachu a na jihu s Očamčyrou. Obcí prochází silnice spojující Suchumi s Gruzií a také železnice. Západně od části Džykumur se nachází Očamčyrský přístav.
Oficiálním názvem obce je Vesnický okrsek Markula (rusky Маркульская сельская администрация, abchazsky Маркәыла ақыҭа ахадара). Za časů Sovětského svazu se okrsek jmenoval Merkulský selsovět (Меркульский сельсовет), avšak dříve byl celý součástí Mokvinského selsovětu a pak rozdělen mezi Mokvinský a Araduský selsovět.

## Části obce
Součástí Markuly jsou následující části:
- Markula (Маркәыла/ Мыркәыла)
- Achy Uaa (Ахы уаа)
- Lahaš (Лаҳаш)
- Markula Agdarra (Маркәыла Аӷдарра)
- Hapaš (Ҳапаҩ / Ҳаԥаҩ)
- Džykumyr (Џьыҟәмыр) – rusky Džukmur (Джукмур)

## Historie
První písemná zmínka o obci pochází ze 14. století. V průběhu novověku se po řece Mokvě plavily lodě se zbožím. V obci se do současnosti nacházejí rozvaliny zdejšího hradu a kostela.
Ještě v 19. století bylo území Markuly součástí obce Mykuvy a po vzniku Sovětského svazu byla Markula rozdělena mezi Mokvinský a Araduský selsovět. Od 30. let se Markula stala jedním z hlavních center osídlení Abcházie západogruzínskými Megrely. Noví obyvatelé brzy zdejší Abchazy výrazně přečíslili. V průběhu druhé poloviny 20. století se Markula osamostatnila a vznikl Merkulský selsovět,
Během války v Abcházii v letech 1992-1993 obsadily obec gruzínské vládní jednotky. Abchazská populace tehdy Markulu opustila, ale jakmile ji během závěrečných bojů osadili abchazští separatisté, tak obec pro změnu opouštěli Megrelci a Gruzíni. Do Markuly se poté mnoho Abchazů vrátilo, někteří se pak odstěhovali do Suchumi či jiných obcí. Značná část Markuly (majetek vyhnaných Gruzínů) byla vypálena a v současnosti nejvíce lidí žije v části Džykumur u moře, která též slouží jako letovisko pro turisty trávící dovolené u moře. Na sever od hlavní silnice je tato část obec téměř opuštěná.

## Obyvatelstvo
Dle nejnovějšího sčítání lidu z roku 2011 je počet obyvatel této obce 1539 a jejich složení následovné:
- 1316 Abchazů (85,5 %)
- 84 Rusů (5,5 %)
- 71 Gruzínů (4,6 %)
- 23 Arménů (1,5 %)
- 10 Ukrajinců (0,6 %)
- 4 Pontští Řekové (0,3 %)
- 31 příslušníků ostatních národností (2,0 %)

Před válkou v Abcházii žilo v obci bez přičleněných vesniček 2674 obyvatel a celkově 4281 obyvatel.